# Strada statale 249 Gardesana Orientale
La strada statale 249 Gardesana Orientale (SS 249), ora strada provinciale ex SS 249 Gardesana Orientale in Lombardia e strada regionale 249 Gardesana Orientale (SR 249) in Veneto, è una strada statale, regionale e provinciale italiana che costeggia la sponda orientale del lago di Garda (da cui il nome) mettendo in comunicazione il Basso con l'Alto Garda.

## Percorso
Ha origine a Castel d'Ario dalla strada statale 10 Padana Inferiore e termina ad Arco innestandosi nella strada statale 45 bis Gardesana Occidentale. Il tracciato, realizzato negli anni venti da Gualtiero Adami, presenta una lunghezza complessiva di 101,3 km.
Nel tratto iniziale la strada attraversa la parte orientale della provincia di Mantova passando per Bigarello, Castelbelforte, Canedole e Roverbella (dove interseca la strada statale 62 della Cisa). Al km 22,030 entra in provincia di Verona in corrispondenza dell'intersezione del tracciato romano della Via Postumia che in questa zona segna il confine fra Lombardia e Veneto. Raggiunge dunque il comune di Valeggio sul Mincio e prosegue, attraversando le colline moreniche del Lago di Garda, in direzione Peschiera del Garda dove interseca la ex strada statale 11 Padana Superiore e l'autostrada A4.
La strada prosegue verso nord costeggiando la sponda orientale del Lago di Garda e passando per i comuni di Castelnuovo del Garda, Lazise, Bardolino, Garda, Torri del Benaco, Brenzone e Malcesine. Al km 91,232 la strada entra in Trentino proseguendo per Torbole sul Garda, dove s'innesta per un breve tratto nella strada statale 240. Superato il fiume Sarca, una diramazione conduce ad Arco dove la strada termina innestandosi nella strada statale 45 bis Gardesana Occidentale.
In seguito al decreto legislativo 2 settembre 1997, n° 320, dal 1º luglio 1998, la gestione del tratto trentino è passata dall'ANAS alla Provincia autonoma di Trento. Quest'ultima ha lasciato la classificazione e la sigla di statale (SS) alla strada, poiché non si tratta di un trasferimento dal demanio dello Stato a quello delle Regioni, ma di una delega in materia di viabilità e pertanto la titolarità resta sempre in capo allo Stato.
In seguito invece al decreto legislativo n. 112 del 1998, dal 2001 la gestione del tratto lombardo è passata dall'ANAS alla Regione Lombardia, che ha provveduto al trasferimento dell'infrastruttura al demanio della Provincia di Mantova; dal 1º ottobre 2001, la gestione del tratto veneto è passata dall'ANAS alla Regione Veneto e dal 20 dicembre 2002 la gestione è ulteriormente passata alla società Veneto Strade.